# Habe Brille
Habe Brille ist das dritte Studioalbum der Kassierer aus dem Jahre 1996.

## Hintergrund
Auf Habe Brille verarbeiteten die Kassierer unterschiedliche Genres, neben Punkrock befindet sich beispielsweise eine Techno-Parodie auf dem Album (Proletentechno) und im Stück Mit ’nem Zeppelin durchs Jenseits ist eine ganze Big Band zu hören. Textlich bedient die Band die gesamte Bandbreite zwischen philosophischen Chansons, Trinkliedern und derben Songs mit sexuellen Bezügen („Ich bin Frauenarzt, weil ich Fotzen-Fan bin/Dieser Beruf ist wie ein Lottogewinn“).
Das Album enthält wie üblich einige Coverversionen:
- So leb dein Leben, deutsche Übertragung von Charly Niessen des Chansons Comme d’habitude (besser bekannt als My Way)
- Wenn das Wasser der Ruhr…, Abwandlung von Wenn das Wasser im Rhein gold’ner Wein wär (Willy Schneider)
- Überall blühen Rosen (Gilbert Bécaud, im Original L’important c’est la rose)
- Kein Geld für Bier (Vexation)
- Habe Brille, angelehnt an eine Operette von Jacques Offenbach

Im Gegenzug sind auf dem Kassierer-Tribute-Album Kunst einige Songs von anderen Bands gecovert worden, darunter Ich töte meinen Nachbarn und verprügel seine Leiche von den Donots und Menschenkatapult von Hennes Bender mit Heinz-Peter Lengkeit.

## Rezeption
„Musikalisch sind die Kassierer hier unbestritten in Höchstform: von Swing über Volksmusik bis hin zu ihrem altgewohnten Primitiv-Punk ist alles dabei.“ (Joachim Hiller, Ox-Fanzine #24)

## Indizierungsantrag
Das Jugendamt in Leipzig stellte Ende 1996 einen Antrag auf Indizierung bei der Bundesprüfstelle für jugendgefährdende Schriften. Laut Antragsteller trage das Album zur „ethischen Desorientierung“ Jugendlicher bei. Letztendlich wurde der Antrag abgelehnt, da die Band während der entsprechenden Verhandlung sogar das Entscheidungsgremium zum Lachen bringen und somit vom satirischen Charakter der Texte überzeugen konnte. Die Band konnte für die Verhandlung zudem entlastende Gutachten des Germanisten Thomas Hecken und des Chefdramaturgen des Bochumer Schauspielhauses vorweisen.

## Songliste
1. Im Jenseits gibt es kein Bier – 1:07
2. Amerikanisches Intro – 0:53
3. Frau Bayersdorf – 3:06
4. Mein Vater war ein Hurenbock – 1:30
5. So leb dein Leben – 3:42
6. Älterer Herr – 1:35
7. Ich bin Jesus und kann alles – 3:05
8. Außerirdischer, wo befindet sich dein After? – 1:03
9. Mit ’nem Zeppelin durchs Jenseits – 3:13
10. Frauenarzt – 3:43
11. Wenn das Wasser der Ruhr… – 1:58
12. Deutsche Polizisten – 0:56
13. Ich töte meinen Nachbarn und verprügel seine Leiche – 2:41
14. Menschenkatapult – 3:38
15. Überall blühen Rosen – 1:48
16. Mach die Titten frei, ich will wichsen – 1:52
17. Kein Geld für Bier – 1:57
18. Kommandant Ashtar’s Grußworte – 0:49
19. Proletentechno – 3:07
20. Habe Brille – 1:22